# Château du Thor
Le château du Thor est un château du Moyen Âge, réaménagé au XVIIe siècle, situé près de la ville du Thor, dans le Vaucluse. Il est inscrit au titre des monuments historiques depuis 31 octobre 1996.

## Historique
Le bâtiment le plus ancien de l'ensemble castral date du XIIe siècle, construit un peu à l'écart du village, le long de la Sorgue, entouré de sa propre enceinte. Des aménagements et agrandissements, dont notamment les dépendances et une ferme ont été ajoutées au XVe siècle, puis au XVIIe siècle. Le site change de fonction au XIXe siècle, pour devenir usine de ver à soie et platerie.